# Schat van Villena

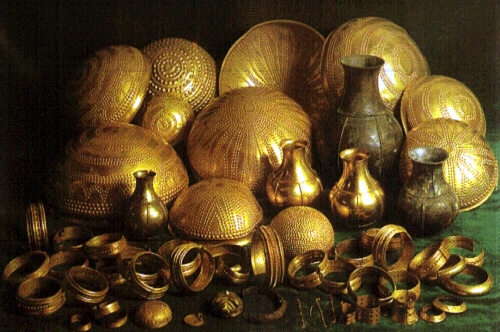
De schat van Villena

De Schat van Villena is een depotvondst uit de bronstijd. Het is de op een na grootste prehistorische goudvondst in Europa. Deze bestaat uit 59 gouden, zilveren, ijzeren en barnstenen voorwerpen. Hiertussen zijn 11 gouden kommen en 28 gouden armbanden te vinden.
De schat werd in 1963 ontdekt door de Spaanse archeoloog José María Soler García, net buiten de stad Villena (Alicante), en is nu te zien in het archeologisch museum van de stad.